# II viaggio apostolico di Benedetto XVI
Il II viaggio apostolico di Benedetto XVI si è tenuto in Polonia, nella terra natale del suo predecessore Giovanni Paolo II, dal 25 maggio al 28 maggio 2006.
Il viaggio in Polonia ha seguito il viaggio in Germania per la Giornata Mondiale della Gioventù 2005 organizzato da Giovanni Paolo II ma eseguito da Benedetto XVI.
Nel corso del viaggio in Polonia il papa ha visitato 6 città, celebrate 3 messe ed ha presenziato ad altre 5 celebrazioni.

## Svolgimento

### 25 maggio
Nella mattinata del 25 maggio il Papa è partito dall'aeroporto di Fiumicino per la Polonia. Successivamente è arrivato a Varsavia dove si è tenuta la cerimonia di benvenuto. A mezzogiorno inoltrato ha incontrato il clero nella Cattedrale di San Giovanni di Varsavia e dopo l'incontro il Papa si è trasferito al Palazzo Arcivescovile di Miodowa. Dopo pranzo il Papa è andato alla Nunziatura Apostolica di Varsavia.

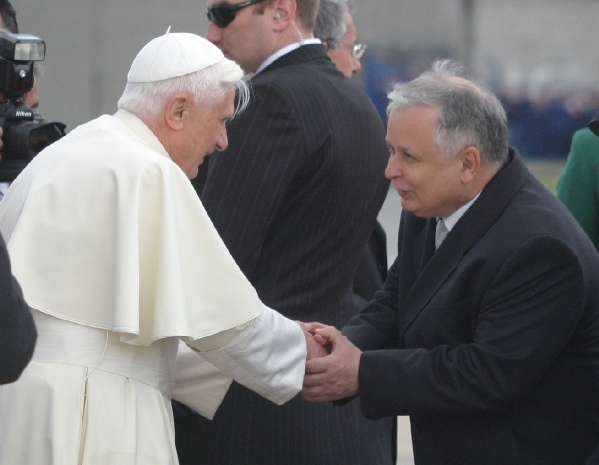
Papa Benedetto XVI incontra il presidente Lech Kaczynski

Nel pomeriggio il Pontefice si è recato in visita di cortesia al Presidente della Repubblica polacco nel Palazzo presidenziale di Varsavia.
Dopo l'incontro con il Presidente il Santo Padre ha tenuto un incontro ecumenico con la Chiesa Luterana nella chiesa della Santissima Trinità e in serata è ritornato alla Nunziatura di Varsavia.

### 26 maggio
In mattinata il Santo Padre si è recato alla Piazza Piłsudski di Varsavia per celebrare la Santa Messa. Nel pomeriggio il Papa si è congedato dalla Nunziatura di Varsavia ed è partito dall'aeroporto verso Częstochowa.
Il Papa subito dopo l'arrivo a Częstochowa si è recato in vista al Santuario dove ha incontrato i religiosi, le religiose e i seminaristi; in serata il Papa è partito per Cracovia in elicottero. All'arrivo a Cracovia il Papa si è recato nel Palazzo vescovile.

### 27 maggio
Sabato 27 maggio il Papa ha celebrato, nella mattina, la Santa Messa nella cappella del Palazzo vescovile di Cracovia. Durante la mattinata il Pontefice ha fatto visita alla località di Wadowice, famosa per aver dato i natali a papa Giovanni Paolo II; qui, il Papa, ha visitato la Basilica dell'Immacolata Concezione e la casa natale di Giovanni Paolo II e in seguito ha incontrato la popolazione nella Piazza Rynek.
Successivamente il Papa si è recato a Kalwaria Zebrzydowska dove ha visitato il Santuario della Madonna di Kalwaria. Nel pomeriggio il Papa ha visitato il Santuario della Divina Misericordia di Cracovia, la Cattedrale del Wavel ed ha incontrato i giovani nel Parco di Błonie.

### 28 maggio
La domenica mattina il Papa ha celebrato la Santa messa nel Parco di Błonie seguita dal Regina Caeli e nel primo pomeriggio il Papa si è congedato dal Palazzo vescovile di Cracovia. Nel pomeriggio il Papa si è recato in visita al campo di concentramento di Auschwitz dove ha pregato in memoria delle vittime del nazismo. In serata si è tenuta la cerimonia di congedo prima della partenza per il ritorno a Roma.